# Костриця таврійська
Костриця таврійська, типе́ць таврі́йський, костри́ця кри́мська (Festuca taurica) — вид трав'янистих рослин з родини злакові (Poaceae), поширений в Україні, Болгарії, Греції.

## Опис
Багаторічна рослина 40–60 см заввишки. Листки 30–60 см довжиною, зазвичай перевищують суцвіття, здебільшого дуже шорсткі. Вісь і гілочки волоті дрібно-щетинисті.

## Поширення
Поширений в Україні, Болгарії, Греції.
В Україні вид зростає на відслоненнях кристалічних порід, на малопотужному щебнистому чорноземі на граніті, біля підніжжя скель, на горизонтальних майданчиках в петрофітних рослинних угрупованнях — на півдні Степу, зрідка (Миколаївська, Донецька і Запорізька області).